# Битка при Балкан Тореси
Битката при Балкан Тореси (или Маказа), състояла се на 7 ноември (20 ноември, нов стил) 1912 година, е битка от Първата балканска война, в резултат на която българите изтласкват окончателно османските войски от Източните Родопи. Основен принос за победата има 3-та бригада от Македоно-одринското опълчение.

## Стратегическа обстановка до битката
В началото на ноември 1912 г., след победите си при Лозенград и Бунархисар, главните сили на българската армия достигат подстъпите на Цариград. Одринската крепост, а заедно с нея и най-пряката железопътна линия от България, остава под османски контрол. Това затруднява снабдяването на българските войски с продоволствие и боеприпаси. Затова Главното командване на Действащата армия (М. Савов, Ив. Фичев) нарежда на Кърджалийския отряд (в състав два сборни полка и една бригада от МОО, начело с генерал Никола Генев) да настъпи от Кърджали и да завземе Дедеагач. През беломорското пристанище минава жп линия към Димотика и Чорлу до българските позиции пред Чаталджа.
Териториите на юг от Арда отбранява османският корпус начело с Явер паша.

## Настъпление на Кърджалийския отряд
В изпълнение на заповедта, на 2 ноември Генев минава в настъпление и два дни по-късно завзема Мъстанли (днешен Момчилград). В същото време Родопският отряд напредва от запад към Ксанти (завзет на 7 ноември), а Сборната конна бригада заема района на Софлу. Застрашен от три страни, Явер паша отстъпва от Мъстанли през Гюмюрджина към Дедеагач. На превала Балкан Тореси турският командир оставя прикриващ отряд от три табора с 5 скорострелни оръдия. Те имат задачата да забавят възможно повече българското настъпление и да спечелят време за безпрепятствено оттегляне на главните сили.

## Завземане на Балкан Тореси
Битката за превала започва на разсъмване на 7 ноември. Планът на Генев е да нанесе удари в обход на турските флангове от северозапад с 1-ви сборен полк (дясна колона, в състав три дружини) и от североизток с две дружини от 2-ри сборен полк (лява колона), последвани от фронтално настъпление с 3-та бригада от МОО (четири дружини). Настъплението обаче се извършва некоординирано – страничните колони закъсняват и македоно-одринските опълченци са изложени на контраатаки от турците. Част от бригадата отстъпва, но турското напредване е спряно от резервите, които обхождат превала отдясно. С пристигането на дясната колона и още български резерви съотношението на силите се променя. Българите настъпват от две страни срещу турските позиции и ги завладяват към 21 ч. Лявата колона на Кърджалийския отряд не успява да стигне навреме, за да се включи в битката.
Още на следващия ден – 8 ноември българите, преодоляват съпротивата на турския ариергард и влизат в Гюмюрджина, изоставена от турските войски. Боевете на Балкан Тореси печелят на Явер паша един ден преднина пред отряда на Генев. Въпреки това преследването продължава и седмица по-късно (14 – 15 ноември) по-голямата част от турския корпус е пленена край Мерхамли, близо до устието на Марица.